# Lijst van rivieren in Tennessee
Dit is een lijst van rivieren in Tennessee.
- Bald River
- Barren Fork River
- Beech River
- Big Sandy River
- Big South Fork of the Cumberland River
- Buffalo River
- Calfkiller River
- Caney Fork River
- Clear Fork River
- Clinch River of Pellissippi
- Collins River
- Cumberland River
- Doe River
- Duck River
- Elk River (oost Tennessee)
- Elk River (midden Tennessee)
- Emory River
- Falling Water River
- Forked Deer River
- French Broad River
- Green River
- Harpeth River
- Hatchie River
- Hiwassee River
- Holston River
- Little River
- Little Buffalo River
- Little Doe River
- Little Duck River
- Little Emory River
- Little Harpeth River
- Little Obed River
- Little Pigeon River
- Little Sequatchie River
- Little Tennessee River
- Loosahatchie River
- Mississippi River
- New River
- North River
- Nolichucky River
- Obed River
- Obey River
- Obion River
- Ocoee River
- Pigeon River
- Piney River (oost Tennessee)
- Piney River (midden Tennessee)
- Powell River
- Red River
- Roaring River
- Rocky River
- Sequatchie River
- Stones River
- Tennessee River of Cherokee River
- Tellico River
- Tuscumbia River
- Watauga River
- Wolf River (midden Tennessee)
- Wolf River (west Tennessee)

Alabama · Alaska · Arizona · Arkansas ·  Californië · Colorado · Connecticut · Delaware · Florida · Georgia · Hawaï · Idaho ·  Illinois · Indiana · Iowa · Kansas · Kentucky · Louisiana · Maine · Maryland · Massachusetts · Michigan · Minnesota · Mississippi · Missouri · Montana · Nebraska · Nevada · New Hampshire · New Jersey · New Mexico · New York ·  North Carolina · North Dakota · Ohio · Oklahoma · Oregon · Pennsylvania · Rhode Island · South Carolina · South Dakota · Tennessee · Texas · Utah · Vermont · Virginia · Washington (staat) · Washington D.C. · West Virginia · Wisconsin · Wyoming